# Mamoea montana
Mamoea montana is een spinnensoort uit de familie Desidae. De soort komt voor in Nieuw-Zeeland.